# 北山かんな
北山 かんな（きたやま かんな、1993年5月25日 - ）は、日本のAV女優である。LEGIT（リジット）所属。

## 人物・来歴
兵庫県出身。2015年9月11日にAVデビュー。
趣味/特技は、料理、ダーツ

## 出演作品

### アダルトDVD

#### 修正
2015年
- 北山かんなDEBUT！（9月11日、アリスJAPAN）
- 競技歴14年！インターハイ入賞！しなやかで引き締まった筋肉Hcupボディ！現役スプリント選手 AVデビュー！ 佐々木ゆい（10月13日、E-BODY）
- 国立病院勤務歴9年！！28歳若妻のHカップ現役看護師さんAVデビュー ナンパJAPAN EXPRESS Vol．33 : 並木静香（10月25日、ナンパJAPAN）
- 素人個人撮影、投稿。745 かんな 22歳 ガソリンスタンド店員（12月20日、シロウトTV）

2016年
- 完全ガチ交渉！噂の、素人激カワ看板娘を狙え！vol.32 in 千代田区（1月20日、プレステージ） 共演: 水谷あおい、神木優愛、水嶋杏樹
- 女のカラダは腰使いで決まる！4時間 19（2月12日、ケイ・エム・プロデュース） 共演: 倉木志乃、桐原莉那、松本メイ、木南日菜
- 縛られた巨乳奴隷秘書（3月11日、ケイ・エム・プロデュース）
- 募集ちゃん 054 かな 22歳 喫茶店のウェイトレス（3月16日、ARA）
- 俺の素人 087 かんな 22歳 アパレル（3月18日、俺の素人）
- 実録！TEL番カードを渡しまくるヤリマンHカップ巨乳ゲーセン店員 かんな（3月19日、ヤリマン伝説）
- 生中出しコギャル4時間 FIVE GALS COLLECTION Vol.6（4月8日、ケイ・エム・プロデュース） 共演: 丘咲エミリ、桐原莉那、西川ゆい、倉木志乃
- 媚薬を盛られて強制アナル挿入3穴SEX（5月13日、ケイ・エム・プロデュース）
- アナルもマ●コも気持ちいい！淫乱女達の人格崩壊生中出し連続性交！！（5月13日、RedCat） 共演: 小西まりえ、武井麻希、あずみ恋
- ピュア新人BEST4時間（5月13日、アリスJAPAN） 共演: 大野美鈴、徳永亜美、さちのうた、華原恵里奈、木下あやな、天色翠、詩島ほのか、青木かなみ、那月めい など
- やっぱり尻が好き！プリ尻、尻タプ、鬼ピストン！こだわり尻アングルSEX5時間！！（12月13日、アリスJAPAN） 共演: 立花瑠莉、あかね葵、皆野あい、森苺莉、南まゆ、澁谷果歩、長澤えりな、宇沙城らん、辰巳ゆい、葵つかさ など
- 巨乳！揺れパイ美女50人8時間 2 ～弾けるおっぱい～（12月23日、メディアステーション） 共演: 初美沙希、浜崎真緒、橋本怜奈、舞坂仁美、篠田あゆみ、霧島さくら、相澤ゆりな、保志美あすか、南美りこ、倉木志乃 など

2017年
- 募集ちゃんTV×PRESTIGE PREMIUM 21（1月6日、プレステージ） 共演: 成海さやか、折原ほのか、神波多一花
- 神ボイン降臨！ 4時間（2月13日、アリスJAPAN） 共演: 澁谷果歩、三島奈津子、長瀬麻美、藤咲エレン、小川桃果、成宮はるあ、木南日菜、南まゆ、上原亜衣、徳永亜美 など

#### 無修正
2018年
- マンコ図鑑１（5月24日、スタジオテリヤキ） 他出演：上原亜衣、速美もな、すみれ美香、和登こころ、鈴原愛子、広瀬ココ、夕城芹、愛加あみ、みづなれい、鈴木さとみ、ななせつぐ、波多野結衣、水城奈緒、如月ジュリ
- ラフォーレ ガール LLDV 07 美人痴女上司とオフィスで二人きり（8月24日、ラフォーレ ガール）
- マンコ図鑑５（9月24日、スタジオテリヤキ） 他出演：源みいな、小野麻里亜、西川ちひろ、瀬奈まお、玉名みら、朝比奈菜々子、羽川るな、松本まりな、萌芭、百合川さら、伊澄知世、宇佐美ルナ、一ノ瀬麗花、希咲あや、水原えれな、ジーナ

### 動画配信
2015年
- Debut Vol.25 ～小さい頃からコンプレックスだったHカップ～（11月14日、カリビアンコム）
- マンコ図鑑 北山かんな（12月26日、カリビアンコム）
- 女優魂 ～軽くキレちゃった奇跡のHカップ娘～（12月26日、カリビアンコム）

2016年
- THE 未公開 2015（1月2日、カリビアンコム） 共演: 本澤朋美、篠めぐみ、川越ゆい、小野麻里亜、ゆきのあかり、梨花、一ノ瀬ルカ、若菜めい
- 潜望鏡イラマチオからの〜（1月8日、一本道）
- 高級ソープへようこそ 北山かんな（1月8日、一本道）
- 鬼逝 - 橋本美姫（1月29日、東京熱）
- アナル初体験を奪ってみました （2月2日、カリビアンコム）
- 絶対服従 - 橋本美姫（2月26日、東京熱）
- 奥様はチャットレディ（3月1日、カリビアンコム）
- グラマラス 北山かんな（3月12日、一本道）
- 爆乳美女を拘束ファック！（3月12日、HEYZO）
- アナル図鑑 北山かんな（3月24日、カリビアンコム）
- 巷で噂の淫乱妻（4月12日、カリビアンコム）
- Z～たわわに実ったHカップ～（4月29日、HEYZO）
- 続々生中～マシュマロ巨乳を揉みまくる！～（6月29日、HEYZO）

2017年
- ダイナマイト 北山かんな（2月7日、カリビアンコム）
- アナル好き教育実習生の課外授業（3月14日、HEYZO）
- 男があがる性感マッサージ（6月26日、カリビアンコム）
- 咥え上手な巨乳ナース（7月15日、HEYZO）
- 北山かんながぼくのお嫁さん（9月2日、カリビアンコム）
- いまからパイパンにしまぁーす（9月20日、カリビアンコム）
- 巨乳インストラクターのパイズリレッスン！（10月21日、HEYZO）
- THE 未公開 ～敏感マゾ乳のすごいパイズリ3～（12月6日、カリビアンコム） 他出演：楓ゆうか、村上涼子、鈴木さとみ
- おしゃぶり大好き！エッチなウサギちゃん～あなたの人参、しゃぶらせて！～（12月23日、HEYZO）

2018年
- ワーキングおっぱい過失乳 ～家庭教師編～（1月13日、カリビアンコム）
- 何度イっても終わらない！ ～揺れすぎる美巨乳が恥ずかしい～（3月27日、カリビアンコム）
- 北山かんな のパイでズッてあげる！（4月8日、HEYZO）
- THE 未公開 ～３度の飯よりフェラが好き～（6月6日、カリビアンコム） 他出演：ゆうき美羽、美咲愛、如月ジュリ
- マンコ図鑑 北山かんな2（6月13日、カリビアンコム）
- 美人痴女上司とオフィスで二人きり（6月30日、カリビアンコム）
- 寝取られ相手は義理の父（9月4日、HEYZO）
- 洗練された大人のいやし亭 ～美肌美乳で包み込んで差し上げます～（10月6日、カリビアンコム）

2019年
- 童貞狩り ～デカパイ教育実習生のアナルで筆下ろし～（1月26日、カリビアンコム）